# The Cutting Edge: The Magic of Movie Editing
The Cutting Edge: The Magic of Movie Editing (conocida en español como La magia del montaje en España y The Cutting Edge: La magia de la edición en Hispanoamérica) y es un documental de 2004 sobre la historia y el arte del montaje cinematográfico, dirigido por la cineasta Wendy Apple. La película plantea muchos temas, incluida la naturaleza colaborativa del cine, la representación femenina en el campo de la edición y las tecnologías emergentes del siglo XXI. Los clips mostrados en el documental fueron tomados de largometrajes del siglo pasado destacados por sus innovaciones en la edición, desde Vida de un bombero estadounidense de 1903 hasta Cold Mountain de 2003.
El documental fue producido en respuesta al documental sobre cinematografía de 1992, Visions of Light, y la falta de buenos documentales centrados en los editores de películas. Apple y su productor ejecutivo, Alan Heim, llegaron a un acuerdo con Warner Bros. para obtener la licencia de casi 300 clips de películas de forma gratuita. El documental se filmó en toda California e incluyó entrevistas con docenas de editores, directores, actores y productores de cine. Estas entrevistas fueron transcritas posteriormente para la Academia de Artes y Ciencias Cinematográficas.
The Cutting Edge se estrenó como película de apertura del Festival de Cine de Hollywood la noche del 12 de octubre de 2004. La película se proyectó posteriormente en el Festival de Cine de Mill Valley del 15 al 16 de octubre de 2004. Posteriormente, la película tuvo una proyección especial en el Museo de Televisión y Radio el 9 de diciembre de 2004. Los panelistas de la proyección del museo incluyeron a la directora Wendy Apple con los editores Carol Littleton, Craig McKay, Thelma Schoonmaker y Tim Tobin. El documental se estrenó posteriormente en Encore el 12 de diciembre de 2004.

## Sinopsis
El documental presenta entrevistas con 30 editores de cine contemporáneos, así como con otras 17 personas, incluidos directores, actores y productores. A lo largo de estas entrevistas se mencionan muchas historias personales entre los directores y editores, como las de Steven Spielberg y la fallecida Verna Fields, Quentin Tarantino y Sally Menke, Martin Scorsese y Thelma Schoonmaker, y Alexander Payne y Kevin Tent, entre otros.
El documental también explora la historia de las técnicas de edición, mencionando a pioneros del campo como Edwin S. Porter, D. W. Griffith, Dziga Vértov y Lev Kuleshov, este último innovó el efecto Kuleshov. Las técnicas de edición mencionadas en el documental incluyen cortes transversales (que se muestran a través de imágenes de Vida de un bombero estadounidense), primeros planos y cortes de acción (que se muestran a través de imágenes de Las dos huérfanas y The Matrix), así como cortes de salto (que se muestran a través de imágenes de À bout de souffle). Se muestran imágenes detrás de escena de The Matrix Reloaded y Cold Mountain; este último muestra a Walter Murch de pie mientras edita la película.
El documental también señala que muchos de los primeros editores de películas eran mujeres y que sus tareas se consideraban similares a las de coser. En palabras del editor Walter Murch, «tomabas estos trozos de tela... y los unías». Desde el auge del cine sonoro en la década de 1930, el campo de la edición ha pasado a estar dominado por los hombres, ya que el sonido se consideraba más técnico y eléctrico. A pesar de esto, algunas editoras prosperaron. La película destaca la larga carrera de Margaret Booth como editora supervisora de películas. La película también incluye entrevistas con varias editoras de cine contemporáneas, como Anne V. Coates, Tina Hirsch, Lynzee Klingman, Carol Littleton, Sally Menke y Thelma Schoonmaker.
Cerca del final, el documental cita las tendencias cinematográficas de principios de la década de los años 2000. Estos incluyen la prevalencia de ediciones más rápidas e imágenes generadas por computadora en las películas, así como el uso de estas tecnologías para simplificar tanto la previsualización como el uso de actores virtuales. El documental concluye mostrando la importancia de la colaboración entre el director y el editor de la película, especialmente cuando los editores esencialmente «reescriben» una película ya filmada. Los ejemplos que menciona el documental son el montaje de Kevin Tent de Election de Alexander Payne después de pagar 75 dólares al director, el montaje de Alan Heim de Lenny de Bob Fosse y el montaje de Richard Marks y Walter Murch Apocalypse Now de Francis Ford Coppola. El documental termina con un montaje de editores de cine sosteniendo sus premios Óscar, así como un discurso de Robert Zemeckis después de ganar el «Golden Eddie al Cineasta del Año» en los American Cinema Editors Awards de 2001.

## Producción

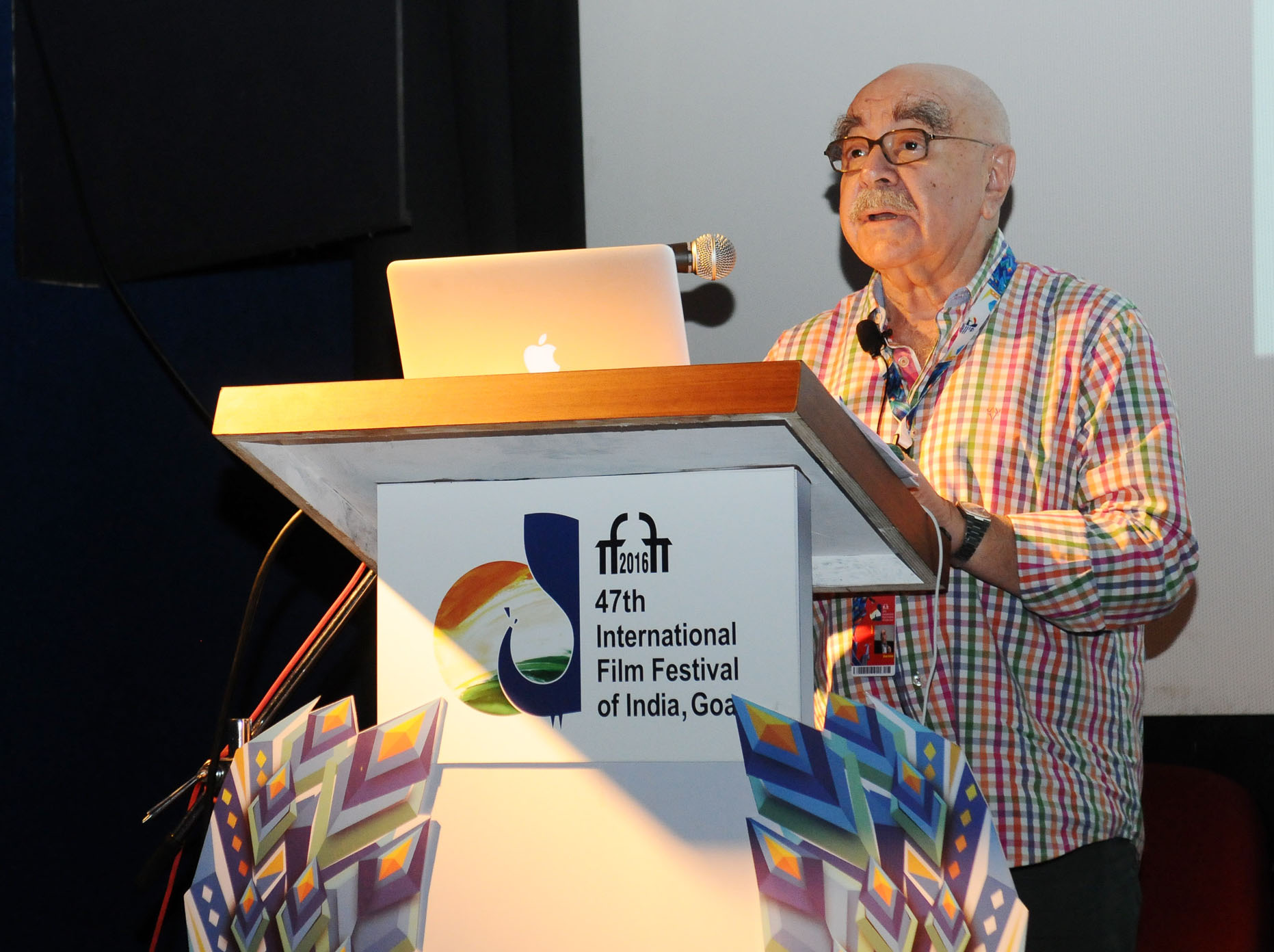
El editor de cine Alan Heim (en la foto de 2016) fue el productor ejecutivo de The Cutting Edge: The Magic of Movie Editing.

El documental fue conceptualizado originalmente por la directora Wendy Apple y el productor ejecutivo Alan Heim en 2001 después de inspirarse en el documental de 1992 Visions of Light. Apple intentó encontrar libros o documentales sobre editores de películas, pero no pudo encontrar ninguna fuente útil. Heim, que era el presidente de Editores de Cine de Estados Unidos en ese momento, dijo a CineMontage Magazine que «es la oportunidad de los editores de conseguir algo de tiempo de emisión». En un intento por asegurar los derechos de los casi 300 clips que aparecen en el documental, Judith Singer les otorgó los derechos a Apple y Heim de forma gratuita. Singer, jefe de clips de Warner Bros., pensó que el documental era una gran idea. Normalmente, los clips le habrían costado a la producción millones de dólares.
El presupuesto del documental fue inferior al millón de dólares. Se agregaron 20 000 dólares adicionales para asegurar los derechos musicales, aunque los realizadores tuvieron que eliminar una pista de la película de 1980 Toro salvaje. Las empresas que ayudaron a financiar la película incluyeron la emisora japonesa NHK, el canal neerlandés AVRO, la BBC, Warner Home Video y Starz Encore. La NHK se interesó especialmente en el documental porque fue filmado en alta definición. George Feltenstein, director de Warner Home Video, quedó sumamente fascinado con el documental debido al uso de películas clásicas. La película también contó con el trabajo voluntario de estudiantes de la Universidad del Sur de California, así como del departamento de sonido de la película de 2004, The Notebook.
El documental se rodó en Los Ángeles, San Francisco y Santa Bárbara. Martin Scorsese y Thelma Schoonmaker, que estaban trabajando en El aviador en ese momento, grabaron sus entrevistas justo cuando el rodaje de la película terminó en marzo de 2004. En una entrevista con CineMontage, Heim reveló que su entrevista favorita fue con Steven Spielberg, quien le contó alrededor de una hora de historias interesantes para el documental. Apple grabó más de cien horas de entrevistas y envió todas las transcripciones a la Biblioteca Margaret Herrick, que albergaba materiales de investigación para la Academia de Artes y Ciencias Cinematográficas.
El 22 de marzo de 2004, el documental se anunció en un comunicado de prensa para la transmisión simultánea en HD Encore HD. El comunicado de prensa escribe: «Encore HD presenta entrevistas con estrellas, trivia de películas entre películas, series originales de Encore dirigidas a los amantes del cine».
La actriz Kathy Bates narra el documental. Los editores mencionados en el documental incluyen a Margaret Booth, Verna Fields y Owen Marks.

## Lanzamiento
The Cutting Edge se estrenó como película de apertura del Festival de Cine de Hollywood la noche del 12 de octubre de 2004. La película se proyectó posteriormente en el Festival de Cine de Mill Valley del 15 al 16 de octubre de 2004. Posteriormente, la película tuvo una proyección especial en el Museo de Televisión y Radio el 9 de diciembre de 2004. Los panelistas de la proyección del museo incluyeron a la directora Wendy Apple con los editores Carol Littleton, Craig McKay, Thelma Schoonmaker y Tim Tobin. El documental se estrenó posteriormente en Encore el 12 de diciembre de 2004.
El especial también se estrenó en Japón el 20 de octubre de 2004. Fue transmitido por NHK como parte de su programa Hi-Vision Special Feature.

## Recepción
La película fue bien recibida por la elección de los entrevistados. Jim Hemphill de American Cinematographer elogió la elección de los entrevistados de la película. También comparó The Cutting Edge con el documental Visions of Light de 1992, calificando ambas películas como «una descripción general entretenida e inspiradora de la historia de una forma de arte». Al escribir para High-Def Digest, Peter M. Bracke también elogió a los entrevistados que aparecen en el documental. También señala que es la única característica adicional de alta definición incluida en el Blu-ray de Bullitt. Scott Foundas de Variety le dio a The Cutting Edge una crítica positiva, calificándola de «una gira animada y ocasionalmente esclarecedora» a través de la elección de los entrevistados. Foundas elogió especialmente el documental por destacar las colaboraciones entre director y editor, como las del director Bob Fosse y el editor Alan Heim en Lenny.
A los críticos también les gustaron las historias y opiniones personales contadas en el documental. A Gerald Perry de Boston Phoenix y Scott Foundas de Variety les gustaron las animadas historias de la profesión a lo largo de la película, destacando especialmente la cita de Steven Spielberg a la editora Verna Fields al editar Tiburón: «El tiburón sólo se vería bien en 36 fotogramas, no 38 fotogramas, la diferencia entre algo aterrador y una mierda flotante». Scott Foundas también se mostró complacido con la reacción de Martin Scorsese ante À bout de souffle de Goddard, calificando el uso de cortes de salto como «demasiado moderno para mí». A Christopher Null le gustó el truco de eliminación de un fotograma de James Cameron visto en Terminator 2: el juicio final. Null añade que las historias pueden ser «un poco internas y autocomplacientes», pero funcionan bien para el documental.
Matt Roush de la revista TV Guide elogió el documental y lo calificó como «una celebración y una historia de un oficio altamente técnico pero ferozmente intuitivo». Le dio al documental una puntuación perfecta de 10/10. Al revisar el lanzamiento en DVD de la película, Ken Korman de Sound & Vision elogió la película y escribió que es más profunda que muchas características adicionales detrás de escena. Elogió especialmente el documental por dejar hablar a los editores, incluida Thelma Schoonmaker, editora de Martin Scorsese. Terminó su reseña escribiendo: «Obtendrá una comprensión más profunda de cómo se hace la magia del cine y querrá volver a ver sus favoritos con nuevos ojos». Korman le dio a la película en general 4/5 estrellas.
Sin embargo, muchos críticos sintieron que la historia presentada en el documental estaba simplificada. Scott Foundas señaló que la elección de las películas se centraba mucho en los últimos treinta años. También escribió que la película mantuvo «una distancia académica» de la edición cinematográfica sin mostrar muchas formas posibles de editar una sola película. En particular, a los críticos no les gustó el enfoque del documental en el trabajo de Walter Murch en Cold Mountain. Gerald Perry del Boston Phoenix escribió que Murch estaba «un poco ventoso», mientras que Christopher Null escribió: «No puedo evitar desear que no hubiera sido una escena más emocionante en una película más notable». Además, Null criticó la elección mixta de películas de la directora Wendy Apple, como Alerta máxima 2 y XXX. Pero mezclado con sus elogios hacia el documental, Null le dio a la película 3,5/5 estrellas.

### Legado
El documental apareció en varias listas de «imprescindibles», incluidas /Film y 20 Minutos. Editores de Cine de Estados Unidos presenta el documental completo sobre el ACE Educational Center, que es una «colección curada de videos y podcasts instructivos para quienes se dedican a la profesión de edición de cine y televisión». En una entrevista con KPBS en 2016, Alan Heim le dijo a Beth Accomando que el documental me había «llevado a Moscú y [...] a Siberia. De buena gana», y agregó que la película es «una muy buena herramienta de enseñanza». Srujana Adusumilli, quien editó la película india de 2023 Mem Famous, dijo a The New Indian Express que el documental la inspiró a convertirse en editora de películas.

## Medios domésticos
El documental se incluyó originalmente en un lanzamiento de dos discos de la película Bullitt de 1968, que se estrenó el 31 de marzo de 2005. El documental también se incluyó en la versión Blu-ray de Bullitt, lanzada el 27 de febrero de 2007. Posteriormente,  Warner Home Video lanzó el documental como DVD independiente el 6 de septiembre de 2005.